# Georgetown (Teksas)
Georgetown – miasto w Stanach Zjednoczonych, w stanie Teksas, stolica hrabstwa Williamson. W latach 2020–2023 populacja wzrosła o 42,8% do 96,3 tys. mieszkańców. Należy do obszaru metropolitalnego Austin, od którego leży około 50 kilometrów na północ. 

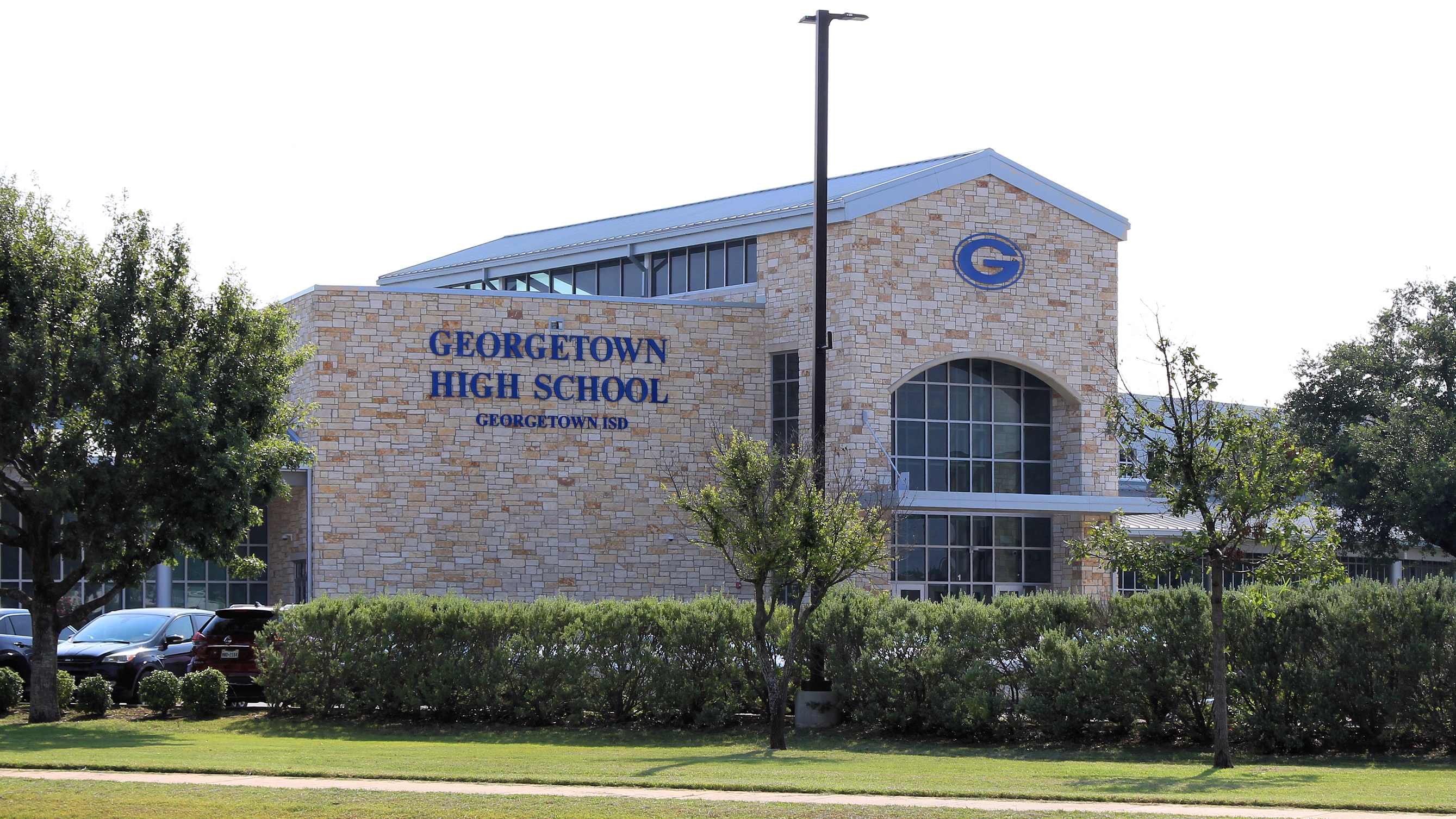
Szkoła średnia w Georgetown

Corocznie odbywa się tu Festiwal Maków z uwagi na dużą liczbę tych kwiatów w okolicy.